# Alasjan-wapiti
De Alasjan-wapiti (Cervus canadensis alashanicus) is een ondersoort van de wapiti. De ondersoort komt voor in delen van Noord-China en Mongolië. De Alasjan-wapiti is de kleinste ondersoort van de wapiti en heeft de lichtste vachtkleur. Het is de minst bestudeerde ondersoort van de wapiti en er is weinig formeel onderzoek naar gedaan. Dit komt mede door de enorme, afgelegen verspreiding van het hert over vaak ontoegankelijk terrein, evenals de kleinere, gefragmenteerde populaties.
Deze ondersoort is mogelijk synoniem met oessoerihert (Cervus canadensis xanthopygus).